# L'Empereur du Nihon-Ja
 (novembre 2017).
Si vous disposez d'ouvrages ou d'articles de référence ou si vous connaissez des sites web de qualité traitant du thème abordé ici, merci de compléter l'article en donnant les références utiles à sa vérifiabilité et en les liant à la section « Notes et références ».
L'Empereur du Nihon-Ja est le dixième tome de la série fantastique L'Apprenti d'Araluen, écrit par John Flanagan, publié en novembre 2010 en Australie puis traduit et édité en France en avril 2015.  

## Résumé
Horace décide de partir au Nihon-Ja pour apprendre de nouvelles techniques de guerre. Cependant, il est porté disparu avec son ami George. Pendant ce temps, Will, Halt, Alyss et Selethen assistent à des démonstrations militaires toscanes. Cassandra, inquiète de la disparition d'Horace vient les chercher à bord d'un navire skandien. Ainsi, ils partent tous à la recherche du chevalier. Celui-ci revient du palais d'été avec l'empereur Shigeru lorsque sa majesté apprend une rébellion dans le sud du pays, menée par le Senshi Arisaka qui s'oppose à la politique d'égalité de l'empereur. Shigeru-san doit alors se réfugier avec son cousin Shukin et sa garde rapprochée dans le Nord du pays. Horace décide alors de prendre part au conflit et ils se lancent alors à la recherche de la forteresse mystérieuse de Ran-Koshi. L'empereur recevra l'aide des fidèles Kikori et établira une place fortifiée pour contrer la rébellion. À l'aide Kurokuma et Chocho, l'empereur triomphe alors de son adversaire, à la suite de l'intervention des Hasanu et de l'utilisation des techniques de guerres toscanes. Le tome se termine avec le mariage de Cassandra et d'Horace et Will évoque maladroitement la possibilité de faire de même avec Alyss.